# Gobierno de Lublin
El Gobierno de Lublin, llamado oficialmente Comité Polaco de Liberación Nacional (en polaco: Polski Komitet Wyzwolenia Narodowego, PKWN), fue un órgano político creado por comunistas polacos y apadrinado por la Unión Soviética en el verano de 1944. Tomó su nombre de la ciudad polaca de Lublin, tomada por los soviéticos a los alemanes el 23 de julio de 1944 y que se convirtió en la sede del Gobierno. Su composición, reconocimiento y futuro fue causa de disputas entre los Aliados. Tras ciertas modificaciones fue finalmente reconocido por las potencias vencedoras como gobierno legítimo del país.

## Antecedentes

### Hostilidad soviético-polaca
Tras la invasión alemana de Polonia de 1939 el presidente había nombrado legalmente a su sucesor, que se encontraba en París y formó el Gobierno de Polonia en el exilio encabezado por el general Władysław Sikorski. Tras la derrota de Francia a comienzos del verano de 1940 el nuevo Gobierno y sus tropas se trasladaron a Gran Bretaña. Este Gobierno fue reconocido durante toda la guerra por los Aliados occidentales.
Mientras, la Unión Soviética había firmado un pacto de no agresión con la Alemania nazi el 23 de agosto de 1939 por el que invadió Polonia diecisiete días después del ataque alemán y ocupó el 40 % del territorio polaco. Polonia dejó de existir para la URSS y se anexionó los territorios tomados en la campaña. La colaboración entre alemanes y soviéticos, tensa, cesó con el ataque alemán a la URSS el 22 de junio de 1941.

### Acercamiento y resistencia
Tras el ataque alemán, la actitud soviética hacia Polonia cambió radicalmente: reconoció al Gobierno en el exilio y firmó con él un acuerdo en el que repudiaba los cambios territoriales de 1939 (30 de julio de 1941). El acuerdo permitía al Gobierno polaco organizar un ejército en la URSS con los prisioneros de guerra y los deportados polacos. El trazado de la frontera entre ambos países, sin embargo, no quedó definido. El Gobierno polaco en Londres trató de forzar el reconocimiento de las fronteras de 1939, pero el soviético se negó y los polacos no lograron el apoyo de Churchill, más interesado entonces en mantener la nueva alianza con Stalin.

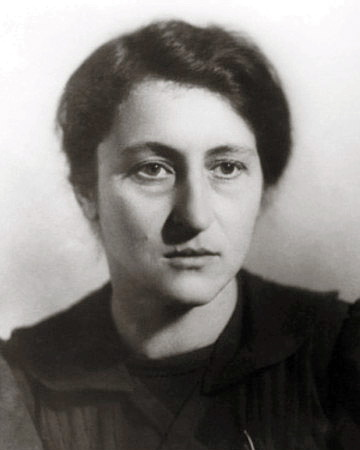
Wanda Wasilewska, que formó la Unión de Patriotas Polacos en la primavera de 1943, germen del futuro Gobierno Lublin.

Mientras, la resistencia polaca había aparecido ya en 1939; en 1941 la facción más importante era el Zwiazek Walki Zbrojnej, más tarde llamado Armia Krajowa. La actividad política clandestina tenía su centro en un Parlamento secreto, el Rada Jedności Narodowej, encabezado por un delegado del Gobierno en el exilio y que no incluyó a los comunistas hasta 1941. Con la vuelta a las relaciones diplomáticas entre la URSS y Polonia en el verano de 1941, se creó el Partido Obrero Polaco, sustituto del antiguo Partido Comunista Polaco que había disuelto en 1938 la Comintern. Las actividades de los comunistas polacos se desarrollaron tanto en la URSS como entre el movimiento de resistencia en Polonia.
En noviembre de 1941, se formó en Varsovia la Unión de Amigos de la URSS, la organización clandestina comunista. Pronto se unió a otro grupo resistente, la Unión por la Lucha de Liberación. En enero de 1942, los dos grupos fundaron el Partido Obrero Polaco (PPR). El PPR creó unidades militares, conocidas como Guardias Populares, que operaban sin subordinarse a la Armia, pero cooperaban estrechamente con el Ejército soviético y sus comandos. En mayo de 1942, su publicación ya puso en duda lo adecuado de la composición del Gobierno de Sikorski y las fronteras que este defendía, cuestiones que más adelante serían cruciales.
Otro grupo de polacos prosoviéticos se agrupó alrededor de Wanda Wasilewska, que en 1939 había recibido la ciudadanía soviética y el 1 de marzo de 1943 fundó la Unión de Patriotas Polacos.

### Tensiones: ciudadanía y territorio
El ejército polaco en la URSS quedó al mando de Władysław Anders, que había pasado dos años preso de los soviéticos; estos amnistiaron a los detenidos y cooperaron al comienzo con la nueva unidad. Pero al poco comenzaron las fricciones entre el mando polaco y los soviéticos. Ante la falta de acuerdo, la mayoría de las tropas polacas pasaron a Persia con apoyo británico. Unas ciento quince mil personas se trasladaron a Persia, ocupada entonces por soviéticos y británicos, pero otras permanecieron en la URSS, entre ellas el teniente coronel Zygmunt Berling, que más adelante dirigió un ejército polaco prosoviético.
Durante 1942 la cuestión de la ciudadanía de los habitantes de los territorios anexionados por la URSS en el invierno de 1942 fue causa de tensiones entre los soviéticos, que aumentaron su intransigencia con las sucesivas victorias militares, y los polacos. Otro motivo de roce entre ambos era el paradero de miles de oficiales y suboficiales polacos, que se sabían deportados, pero que no se encontraban, y cuya situación los soviéticos se negaban a aclarar.
En enero de 1942, el ministro de Asuntos Exteriores británico Anthony Eden recibió la propuesta soviética de que su Gobierno reconociese la anexión las repúblicas bálticas, Bucovina y Besarabia y la insinuación de la conveniencia de fijar la frontera soviético-polaca en la línea Curzon, a cambio de ampliar los territorios polacos a costa de Alemania. El Gobierno polaco se negó a aceptar la propuesta. El estadounidense, por su parte, defendió la postura de no tratar cambios territoriales antes del final de la contienda.

### La matanza de Katyn y las relaciones bilaterales

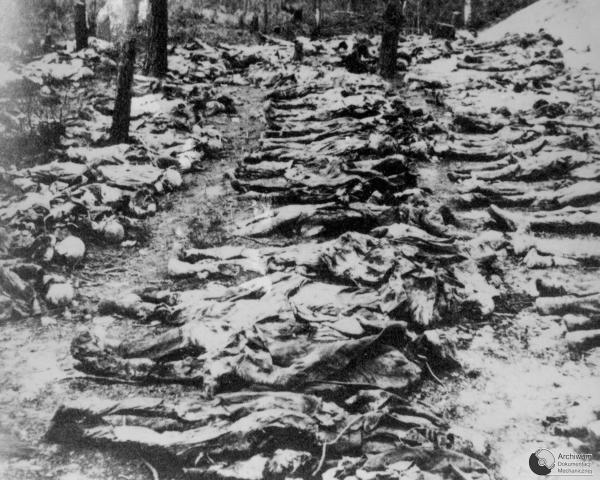
Víctimas de la matanza soviética en Katyn, que llevó al Gobierno polaco en el exilio a solicitar una investigación de la Cruz Roja y a Stalin a romper las relaciones diplomáticas con aquel.

El 16 de enero de 1943, la URSS anunció a los polacos su intención de considerar ciudadanos soviéticos a los habitantes de los territorios tomados en 1939. El Gobierno polaco y sus representantes en la Polonia ocupada, por su parte, declararon válidas las fronteras anteriores a la invasión. La disputa sobre las futuras fronteras continuaba cuando el 13 de abril de 1943 la radio alemana anunció el descubrimiento de las fosas de la matanza de Katyn con cerca de tres mil cadáveres. Los alemanes estimaron en diez mil los asesinados por los soviéticos hasta marzo de 1940. Dos días después, los soviéticos acusaron a los nazis de la matanza. El ministro de Defensa polaco decidió investigarla y enviar para ello una delegación con ayuda de la Cruz Roja. En respuesta los soviéticos cortaron las relaciones el 25 de marzo de 1943, acusando a los polacos de colaboración con los alemanes.
A continuación, y a sugerencia de la Unión de Patriotas, los soviéticos formaron una primera división polaca al mando de Berling el 9 de mayo de 1943. Más tarde la unidad se amplió a un ejército, que combatió como parte integrante de las fuerzas soviéticas.
El 4 de julio de 1943 la muerte en accidente de Sikorski, a la que había precedido la captura el mes anterior del comandante del ejército clandestino polaco por la Gestapo, debilitó a los polacos.
La Conferencia de Moscú de finales de 1943 debilitó la postura polaca, negándose los soviéticos a retomar las relaciones diplomáticas si aquellos no aceptaban concesiones territoriales y sin que británicos y americanos defendiesen abiertamente la postura polaca.
En la Conferencia de Teherán Stalin sacó el tema de las fronteras con Polonia, sugiriendo la cesión de los territorios al Este del Oder a Polonia, con ayuda soviética y Churchill se mostró favorable. Por su parte Roosevelt también se mostró favorable en privado a las propuestas de Stalin, aunque no hizo declaraciones públicas por la posible repercusión negativa entre los polaco-americanos y las próximas elecciones estadounidenses. Todas las partes acordaron la cesión de los territorios al este de la línea Curzón a la URSS a cambio de compensaciones territoriales equivalentes en el oeste para Polonia.
El 20 de enero de 1944 Churchill planteó al Gobierno polaco los acuerdos de Teherán, que los polacos rechazaron. El 4 del mismo mes el Ejército soviético había alcanzado territorio polaco.
El PPR, por su parte, anunció la creación de un Parlamento paralelo, el Krajowa Rada Narodowa (KRN), que se reunió por primera vez el 31 de diciembre de 1943. Su presidente, Bolesław Bierut, acabó siendo el primer presidente de la Polonia comunista tras la guerra. De los informes del Parlamento bajo control comunista se deduce la oposición de la mayoría de la población a la organización.

## Constitución del Gobierno de Lublin

Primer manifiesto del PKWN en el verano de 1944.

El 23 de julio de 1944 el Ejército soviético tomó Lublin y el KRN formó el Comité Polaco de Liberación Nacional (en polaco: Polski Komitet Wyzwolenia Narodowego, PKWN) con cinco comunistas, tres socialistas, cuatro miembros del Partido Campesino, uno del Democrático y dos independientes. La primera declaración del comité fue a favor de la frontera del Oder y para deslegitimar al Gobierno en el exilio. El comité respaldaba la postura soviética sobre las fronteras orientales de Polonia y ordenaba la nacionalización de los bosques y las grandes empresas y los bancos. Anunció además una inmediata reforma agraria en los territorios liberados de los nazis.

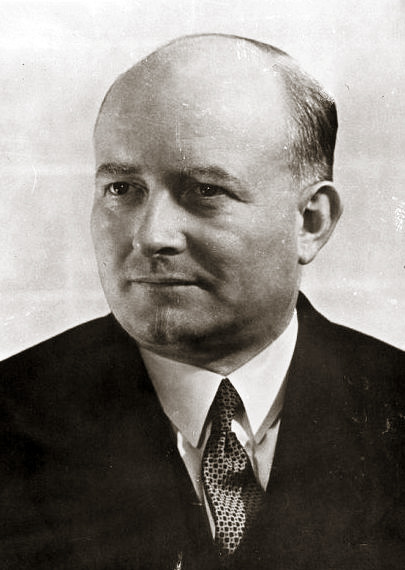
Stanisław Mikołajczyk, primer ministro polaco del Gobierno en el exilio tras la muerte del general Sikorski. Trató en vano de lograr el mantenimiento de las fronteras de 1939.

El primer ministro polaco, Stanisław Mikołajczyk, visitó Moscú por intercesión de Churchill el 30 de julio de 1944. Cuatro días antes, el Gobierno soviético había reconocido oficialmente al PKWN. El Gobierno polaco se hallaba debilitado por su insistencia en el mantenimiento de las fronteras de 1939, que los tres grandes Aliados rechazaban.
Dos días después de la llegada de Mikołajczyk a Moscú, el Armia Krajowa, en un intentó de liberar Varsovia antes de la llegada de las tropas soviéticas, desencadenó el Alzamiento de Varsovia. El Gobierno en el exilio había dado permiso al comandante del Armia, Tadeusz Bór-Komorowski, para elegir el momento idóneo para el levantamiento. Tras nueve semanas de resistencia desesperada, en la que los soviéticos se negaron a colaborar hasta el último momento, los sublevados se rindieron a las tropas alemanas.
Mientras, Stalin aconsejó a Mikołajczyk que negociase con el PKWN, que le ofreció la presidencia de un nuevo gabinete y tres de los dieciocho futuros ministerios, oferta que este rechazó. El alzamiento en Varsovia, en vez de reforzar la posición de Mikołajczyk, la debilitó, al obligarlo a solicitar la ayuda soviética para los insurgentes. El 22 de agosto de 1944, Mikołajczyk presentó una contrapropuesta en la que admitía la entrada en el Gobierno, en igualdad con el resto de partidos miembros, del Partido Obrero Polaco y aceptaba cesiones territoriales, aunque no de Vilna o Leópolis. Se mostró dispuesto a sustituir al comandante en jefe del Ejército, el teniente coronel Kazimierz Sosnkowski, contrario a las concesiones a los soviéticos, por una junta de defensa civil.
La propuesta de Mikołajczyk fue mal recibida por las autoridades en el exilio, pero logró finalmente un débil respaldo del gabinete cuando aquel amenazó con dimitir si no era aprobada. El posterior fracaso del levantamiento de Varsovia, con la rendición del 2 de octubre de 1944, significó la derrota final del Gobierno en el exilio, que ya no controló los acontecimientos políticos.
El PKWN extendió su autoridad según avanzaba el ejército soviético, creando su propia administración y milicia, recurriendo al arresto o ejecución de miembros de la Armia cuando lo consideró necesario. El 31 de diciembre de 1944, tras recibir el permiso de Moscú, el comité se transformó en el Gobierno Provisional Polaco, teóricamente por exigencias de la población. Solo la URSS reconoció al nuevo Gobierno.

## Victoria sobre el Gobierno en el exilio y reconocimiento de las potencias

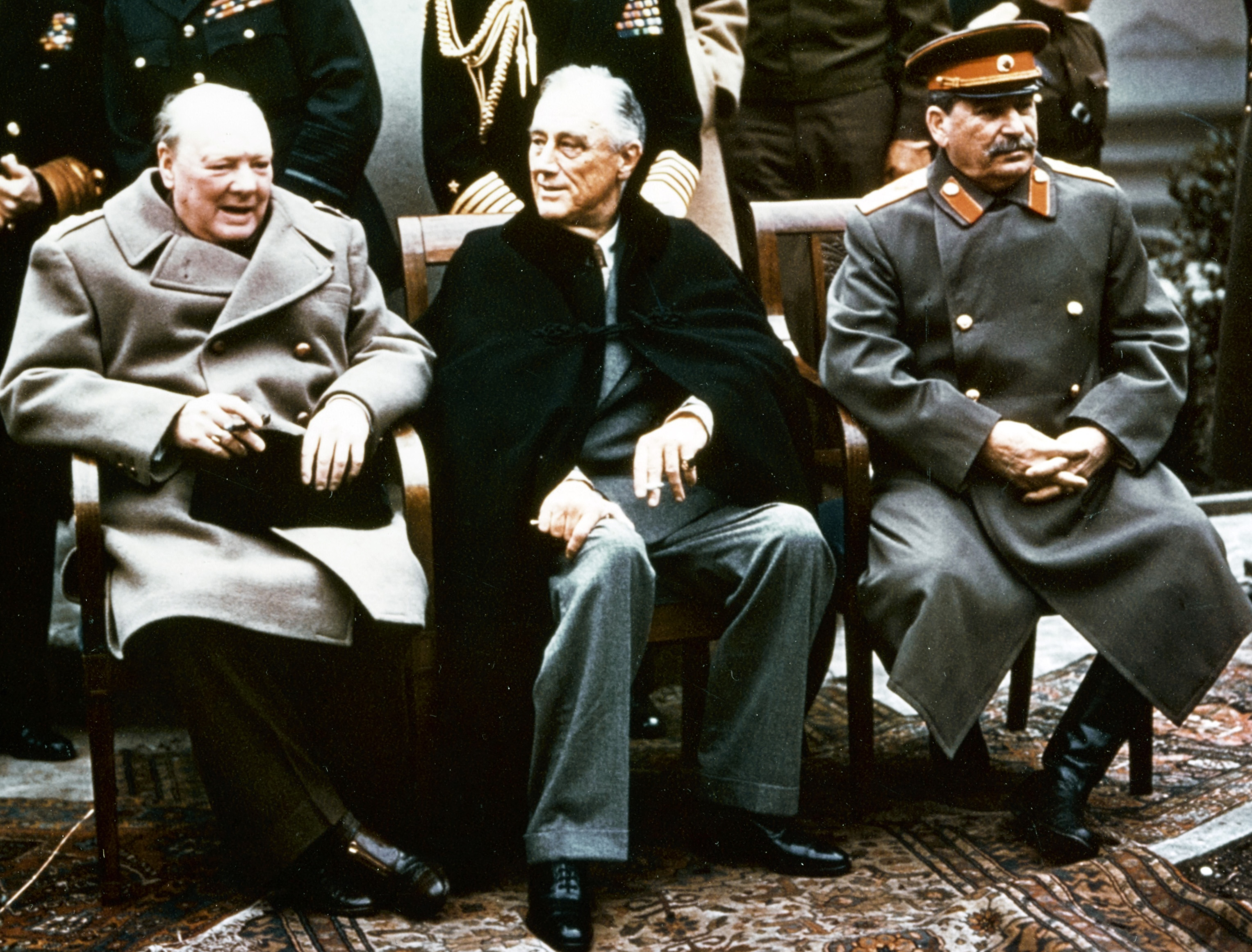
Churchill, Roosevelt y Stalin en la Conferencia de Yalta de principios de 1945. En ella se aceptó al Gobierno controlado por los comunistas como Gobierno legítimo de Polonia y se fijaron las nuevas fronteras del país.

En octubre y por insistencia de Churchill, Mikołajczyk regresó a Moscú, donde negoció con él y con Stalin. Este insistió en que la mayoría de los ministerios de un nuevo Gobierno de coalición fuesen para el comité de Lublin, ofreciéndosele finalmente el 25 % de los mismos. Churchill y Stalin insistieron en que Mikołajczyk aceptase la línea Curzon como frontera. Ante la negativa de su Gobierno a aceptar las propuestas de los Aliados, Mikołajczyk dimitió el 24 de noviembre de 1944. Se formó uno nuevo presidido por el socialista Tomasz Arciszewski (el 31 de diciembre de 1944), que británicos y estadounidenses reconocieron.
El 1.er Ejército polaco del general Berling entró en Varsovia, devastada tras el alzamiento, a mediados de enero. El 19 de enero de 1945, el sucesor de Komorowski al frente del AK ordenaba su disolución. Poco después fue arrestado durante una entrevista con oficiales soviéticos; fue ejecutado en la Nochebuena de 1946.
En la Conferencia de Yalta de febrero de 1945, las tres potencias aliadas se pusieron de acuerdo sobre las fronteras polacas, que en el este seguirían aproximadamente la línea Curzon. Aprobaron además el Gobierno controlado por los comunistas, al que se habían añadido algunas figuras independientes, como el propio Mikołajczyk. El 21 de junio de 1945, se estableció el Gobierno Provisional de Unidad Nacional y Gran Bretaña y los Estados Unidos retiraron su reconocimiento al Gobierno en el exilio. Las unidades polacas en el exilio continuaron combatiendo junto a los Aliados, pero su aportación no cambió las decisiones políticas alcanzadas.